# Maria d'Harcourt

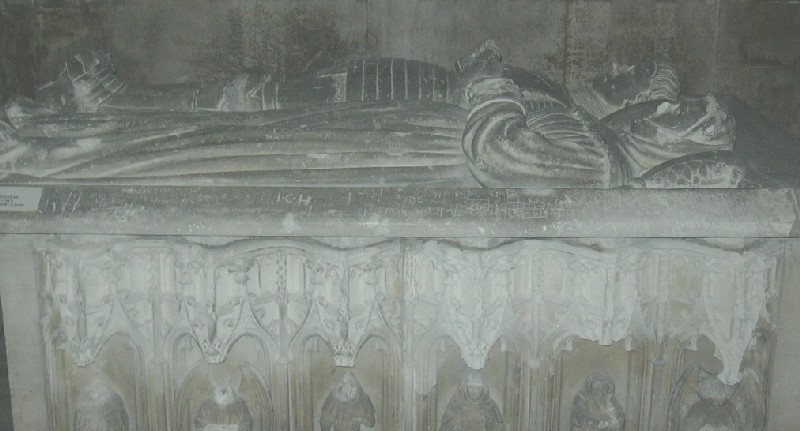
Tomba d'Antoni de Vaudémont i de Maria d'Harcourt, a l'església dels Franciscans de Nancy.

Maria d'Harcourt, nascuda el 1398, morta el 1476, va ser comtessa d'Aumale, de Mortain i baronessa d'Elbeuf de 1452 a 1476. Era filla de Joan VII d'Harcourt, comte titular d'Harcourt i d'Aumale i baró d'Elbeuf, i de Maria d'Alençon.
A la mort del seu germà Joan VIII d'Harcourt el 1424 va agafar el títol de comtessa d'Aumale que el seu pare havia abandonat quan el territori fou ocupat pels anglesos el 1418 i que després havia portat nominalment el seu germà. Sembla que va reivindicar igualment el comtat d'Harcourt corresponent a l'herència paterna, ja que va prendre igualment el títol de comtessa d'Harcourt, però va ser la seva germana Joana d'Harcourt, que també l'havia agafat, la que finalment el va conservar. Va transmetre immediatament la gestió de les seves terres al seu fill segon Joan VIII d'Harcourt-Lorena.
Es va casar el 12 d'agost de 1416 amb Antoni de Lorena (1400 † 1458), comte de Vaudémont i senyor de Joinville. Van tenir a:
- Ferry II (1428 † 1470), comte de Vaudémont i senyor de Joinville;
- Joan VIII († 1473), comte d'Aumale i baró d'Elbeuf;
- Enric de Lorena († 1505), bisbe de Thérouanne (1447-1484), i després de Metz (1484-1505);
- Margarida de Lorena, senyor d'Aarschot i de Bierbeke (morta abans de 1474), casada el 1432 amb Antoni I el Gran de Croÿ
- Maria († 1455), casada el 1450 amb Alan IX († 1462) vescomte de Rohan

És cèlebre com a guerrera: poc després d'haver donat a llum a un dels seus fills va organitzar una expedició militar de la qual va prendre el comandament per anar a alliberar Vaudémont i va aconseguir trencar-ne el setge.